# Трай-Сіті (Орегон)
Трай-Сіті (англ. Tri-City) — переписна місцевість (CDP) в США, в окрузі Дуглас штату Орегон. Населення — 4019 осіб (2020).

## Географія
Трай-Сіті розташований за координатами 42°59′21″ пн. ш. 123°18′0″ зх. д. / 42.98917° пн. ш. 123.30000° зх. д. (42.989232, -123.300006).  За даними Бюро перепису населення США в 2010 році переписна місцевість мала площу 18,71 км², уся площа — суходіл.

## Демографія
Згідно з переписом 2010 року, у переписній місцевості мешкала 3931 особа в 1526 домогосподарствах у складі 1077 родин. Густота населення становила 210 осіб/км².  Було 1633 помешкання (87/км²).
Расовий склад населення:
| - 91,8 % — білих - 3,0 % — корінних американців - 0,6 % — азіатів - 0,2 % — вихідців з тихоокеанських островів - 0,1 % — чорних або афроамериканців |

До двох чи більше рас належало 3,6 %. Частка іспаномовних становила 4,5 % від усіх жителів.
За віковим діапазоном населення розподілялося таким чином: 22,6 % — особи молодші 18 років, 59,3 % — особи у віці 18—64 років, 18,1 % — особи у віці 65 років та старші. Медіана віку мешканця становила 42,8 року. На 100 осіб жіночої статі у переписній місцевості припадало 101,5 чоловіків;  на 100 жінок у віці від 18 років та старших — 100,3 чоловіків також старших 18 років.
Середній дохід на одне домашнє господарство  становив 47 054 долари США (медіана — 39 160), а середній дохід на одну сім'ю — 48 586 доларів (медіана — 40 152). Медіана доходів становила 38 750 доларів для чоловіків та 27 656 доларів для жінок. За межею бідності перебувало 24,1 % осіб, у тому числі 38,5 % дітей у віці до 18 років та 14,4 % осіб у віці 65 років та старших.
Цивільне працевлаштоване населення становило 1412 особи. Основні галузі зайнятості: освіта, охорона здоров'я та соціальна допомога — 19,7 %, виробництво — 18,1 %, мистецтво, розваги та відпочинок — 14,5 %, роздрібна торгівля — 14,4 %.